# استرخاء ذهني بدني
الهدف من الاسترخاء الذهني البدني هو استرخاء كل من الجسم والذهن معًا. فالفكرة الأساسية هي أنه من الأسهل أن تريح ذهنك إذا أرحت جسمك أولاً. وهناك العديد من أساليب الاسترخاء الذهني البدني منها اليوجا والتأمل. ومن ثم يمكن تسمية عملية الاسترخاء الذهني البدني بعدة أسماء، والتي من بينها التفكر القائم على تخفيف الضغط والتأمل اليقظ. ومن ثم فإن مصطلح «الذهني البدني» يتم قراءته بطريقتين إما «الذهني - البدني» أو «الذهني الجسدي»، وذلك حتى يتم التركيز على التواصل ما بين الجسم والذهن.
لماذا يعتبر الاسترخاء الذهني البدني من الأمور الهامة؟ لقد ثبت أن التوتر له عدة نتائج سلبية. بالإضافة إلى أن التوتر يتسبب في شيخوخة مبكرة للحمض النووي وقد أظهرت الدراسات التي أجريت في جامعة كاليفورنيا بمدينة سان فرانسيسكو بأن الأمهات اللاتي يعانين من الضغط المرتفع يتعرضن لتدمير خلايا الحمض النووي بشكل أكبر بكثير عن اللاتي لا يتعرضن ضغوط. وبذلك، فإن كلاً من التوتر والضغط يكلفان الاقتصاد الأمريكي حوالي 300 مليار دولار سنويًا. وتتضمن التكاليف الإجمالية زيادة التكاليف الصحية والحوادث والتغيب عن العمل وتغيير الموظفين وتقليل معدل الإنتاجية وفقًا لما صدر عن المعهد الأمريكي للضغط

## المزايا
يعمل الاسترخاء الذهني البدني على تقليل مخاطر الإصابة بـ أمراض القلب بنسبة 30%، وكذلك تقليل نسبة الوفيات الناتجة عن أمراض القلب بنسبة 23% وذلك وفقًا للدراسات التي نشرت في الصحيفة الأمريكية لطب القلب، والتي أظهرت أيضًا أن الاسترخاء يعمل على إطالة متوسط العمر المتوقع. وعلاوة على ذلك، تقلل أساليب الاسترخاء الذهني البدني المختلفة بشكل كبير من مخاطر الإصابة بـ ارتفاع ضغط الدم، والنوبات القلبية، وكذلك النوبات القلبية المميتة وفقًا للدراسة التي نشرت في الصحيفة الطبية البريطانية.
«الطمأنينة في الصلاة»
الطمأنينة في الصلاة هي الاسترخاء الذهني والبدني ولين الجلد والقلب كما قال الله عزوجل (ثم تلين جلودهم وقلوبهم إلى ذكر الله) وقال الله (ذالك هدى الله يهدي به من يشاء ومن يضلل الله فماله من هاد) وقد جاء في الحديث (حتى تطمئن راكعاً) وفسر هذه الطمئنيه حديث (حتى تطمئن مفاصلك وتسترخي) فذكر المفاصل والاسترخاء «ركز على الاسترخاء» والطمأنينة في جميع الحياه هي كذالك الاسترخاء الذهني والبدني فقد ذكر الله عز وجل النفس المطمئنه قال الله {يا ايتها النفس المطمئنه} أي النفس المرتاحه المسترخيه ذهنا وبدناً ودل على الاسترخاء حديث [خياركم الينكم مناكب] وايضاً حديث [ولينوا بايدي اخوانكم] وايضا حديث في القراءة ان النبي كان يقرا مترسلا أي: مسترخياً وقد فسر العلماء رحمهم الله الطمأنينة بالاستقرار ولابد من الاسترخاء مع الاستقرار ذهناً وبدنا لتفهم الطمأنينة.
ش: حسين بن احمد السياغي وابنته..
كذلك، يؤدي الاسترخاء الذهني البدني إلى المساعدة في علاج حالات تصلب الشرايين. ولا يعمل الاسترخاء الذهني البدني على تقليل مخاطر أمراض القلب فحسب، بل يعمل أيضًا على علاج حالات تصلب الشرايين وذلك وفقًا للدراسة التي نشرت في الصحيفة الأمريكية لجمعية أطباء القلب والجلطة الدماغية.
ويقلل الاسترخاء الذهني البدني من مخاطر الإصابة بـ الاكتئاب بنسبة 50%. كما أن من المتوقع أن تكون هناك نسبة ما بين 10 - 30% من البشر سيعانون على الأقل من إحدى نوبات الاكتئاب في حياتهم الخاصة. ومن ثم، تعمل أساليب الاسترخاء جنبًا إلى جنب مع المداواة حيث يعملان سويًا على تقليل مخاطر تكرار الاكتئاب أكثر من المداواة وحدها.
ومن ثم، فإن الاسترخاء الذهني الجسدي له تأثير على أساليب المعالجة والحيلولة دون تعاطي مواد الإدمان والإدمان. فهناك حوالي 10% من البشر يعانون من إدمان المخدرات والكحوليات المدمنة. ولقد أظهر العديد من الدراسات أن الاسترخاء يساعد في تحسين تقدير الذات والصحة النفسية على المدى الطويل، كما يساعد بشكل كبير في تقليل مخاطر الإصابة بتعاطي مواد الإدمان.
ويساعد الاسترخاء الذهني البدني على معالجة القلق والنوبات القلبية. وقد أظهرت الدراسة التي أجريت في جامعة ماساتشوستس أن المرضى الذين يعانون من القلق المتعمم أو الشعور باضطرابات الفزع سيكونون بحال أفضل بالفعل بعد تعلم أساليب الاسترخاء والاستمرار في استخدام تلك التقنيات على المدى الطويل.
كما أن الاسترخاء الذهني البدني من الممكن أن يعمل على تقوية جهاز المناعة. وقد بينت إحدى الدراسات أنه بعد مرور 8 أسابيع من تعلم أساليب الاسترخاء، يصبح الجهاز المناعي للمشاركين أقوى من ذي قبل.
ويعمل الاسترخاء الذهني البدني على التخلص من الألم المزمن، وكذلك التخلص من ألم الظهر المزمن. وقد أظهرت إحدى الدراسات أنه بعد مرور 10 أسابيع من دورة الاسترخاء الذهني البدني كان العديد من المرضى بحاجة إلى مسكنات بسيطة فقط. وبعد مرور 15 شهرًا، أصبحوا لا يعانون من أي آلام فحسب، بل لا يعانون أيضًا من الاكتئاب والقلق.
ويقلل الاسترخاء الذهني البدني من أعراض الـ آلام العضلات الليفية. وفي إحدى الدراسات، كانت هناك نسبة 51% من متوسط المرضى المدربين لديهم مؤشرات بالتحسن من أعراض الألم المزمن وتصلب العضلات والمفاصل. وهذا في حد ذاته نادر جدًا في طرق علاج الألم المزمن وتصلب العضلات والمفاصل.

## معلومات تاريخية
يرجع تاريخ الاسترخاء الذهني البدني إلى 2500 عام منذ التعرف على رياضة اليوجا. ولكن في التاريخ المعاصر يرجع تاريخ الاسترخاء الذهني البدني إلى تاريخ نشأته على يد الدكتور إدموند جاكوبسان (Edmund Jacobson) من جامعة شيكاغو. وفي العشرينيات من القرن العشرين، قام الدكتور إدموند جاكوبسان بتطوير أسلوب يعرف باسم الاسترخاء التدريجي، حيث يقوم المرضى بتعويد عضلاته بشكل تدريجي على الاسترخاء. وقد صرح الدكتور إدموند أنه عن طريق استرخاء عضلات الجسم، سيشعر الفرد بالمزيد من الراحة بشكل عام.
وفي الستينيات من القرن العشرين، كان الدكتور هانز سيلي (Hans Selye), خبير الغدد الصماء بجامعة مونتريال، أول من قام بتوثيق الآثار الجسدية الناتجة عن الضغط على الجهاز المناعي للفرد. ومع ذلك قام الدكتور سيلي بصياغة كلمة الإرهاق, والتي أصبحت فيما بعد جزءًا من مفرداته.
وكذلك في ستينيات القرن العشرين، بدأ الدكتور هيربيرت بينسون (Herbert Benson)، العالم بأمراض القلب بجامعة هارفارد، في دراسة المميزات الطبية للاسترخاء. وتوصل الدكتور بينسون إلى إثبات أن التواصل الذهني البدني عن طريق تلك الأساليب البسيطة للاسترخاء قد يؤدي إلى خفض ضغط الدم وإبطاء معدل ضربات القلب وتهدئة الموجات الدماغية. ومن ثم كان يسمي هذا التأثير بـ «استجابة الاسترخاء». وفي عام 1975، قام الدكتور بينسون بتأليف كتابه المشهور استجابة الاسترخاء (The Relaxation Response).
كما أعجب الدكتور جون كابات-زين(Jon Kabat-Zinn), الخبير بعلم الأحياء الجزيئي بجامعة ماساتشوستس، بتلك الأفكار وتبنى بشكل كبير فكرة التأمل في المستشفيات والرعاية الصحية.